# Tove Linde
Tove Linde, född Tove Louise Carlsdotter Jonasson 5 juni 1948 i Stockholm, är en svensk skådespelare.

## Filmografi
- 1967 – Mowgli (röst)
- 1976 – Väninnorna
- 1977 – Jack
- 1984 – Sagan om tsar Saltan (röst)

## Teater

### Roller (ej komplett)
| År   | Roll  | Produktion                | Regi       | Teater         |
| ---- | ----- | ------------------------- | ---------- | -------------- |
| 1988 | Pytts | Knackelibang Hanne Trolle | Kim Rhedin | Teater Bambino |